# Čchen Ťien-žen
Čchen Ťien-žen (čínsky pchin-jinem Chén Jiànrén, znaky tradiční 陳建仁; * 6. června 1951 Čchi-šan) je tchajwanský epidemiolog a politik, od ledna 2023 do května 2024 předseda vlády Čínské republiky. Politickou kariéru zahájil roku 2003 jako vedoucí ministerstva zdravotnictví, kde působil do roku 2005. Mezi roky 2006–2008 vedl Národní radu pro vědu a technologii, v letech 2011–2015 působil jako viceprezident Academia Sinica a v období 2016–2020 zastával funkci viceprezidenta Čínské republiky. V roce 2022 vstoupil do Demokratické pokrokové strany a v lednu následujícího roku byl jmenován předsedou vlády.

## Mládí a soukromý život
Narodil se v roce 1951 v Čchi-šanu jako jedno z osmi dětí. Jeho otec, Čchen Chsin-an, působil v letech 1954–1957 jako soudce. Jeho matka Čchen Wej Lien-čchich vedla školku.
Je ženatý s Lo Fung-pching, jejíž rodina pochází z Nankingu. Je katolík. Spolu se svou ženou byl několikrát pozván papeži Janem Pavlem II., Benediktem XVI. a Františkem k návštěvu Vatikánu. V roce 2010 byl pasován na rytíře Řádu Božího hrobu a o tři roky později na rytíře Řádu svatého Řehoře Velikého. Působil v představenstvu Katolické univerzity Fu Jen.

## Politická kariéra
V prosinci 2021 podal přihlášku do Demokratické pokrokové strany a v únoru 2022 se stal jejím členem. Dne 31. ledna 2023 byl jmenován předsedou úřednické vlády. Jeho vláda podala 18. ledna 2024 rezignaci.